# Mönchsrobben
Als Mönchsrobben (Monachini) werden drei ganzjährig in tropischen und subtropischen Meeresregionen vorkommende Arten aus der Familie der Hundsrobben (Phocidae) bezeichnet. Sie sind in ganz unterschiedlichen Regionen der Welt verbreitet, aber überall selten. Man kennt die folgenden drei Arten:
- Mittelmeer-Mönchsrobbe, Monachus monachus (Hermann 1779)
- Hawaii-Mönchsrobbe, Neomonachus schauinslandi (Matschie 1905)
- Karibische Mönchsrobbe, Neomonachus tropicalis (Gray 1850)

Bis vor kurzem wurden alle Mönchsrobben in die Gattung Monachus gestellt. Im Mai 2014 wurde für die Hawaii-Mönchsrobbe und die Karibische Mönchsrobbe die Gattung Neomonachus aufgestellt. Der Grund dafür war, dass der evolutionäre Abstand zwischen der Hawaii-Mönchsrobbe und der Karibischen Mönchsrobbe einerseits und der Mittelmeer-Mönchsrobbe andererseits genau so groß wie bzw. größer ist als zwischen anderen Schwestergattungen der Hundsrobben. Die Mönchsrobben gehören somit nicht mehr zur gleichen Gattung, bilden aber weiterhin eine Gattungsgruppe, da Monachus und Neomonachus Schwestergattungen sind. Die Gattungsbezeichnung Neomonachus setzt sich aus Monachus und dem griechischen neo (von altgriechisch νέος néos ‚neu‘) zusammen und weist auf die neue Gattung und auf den Lebensraum in der westlichen Hemisphäre (Neue Welt) hin.
Die Gattung Neomonachus wurde von der Society for Marine Mammalogy. und der IUCN noch im Jahr der Beschreibung anerkannt.
Der Grund für die Benennung Mönchsrobben kann heute nicht mehr nachvollzogen werden. Ein Erklärungsversuch ist, dass die Fettschicht im Halsbereich an die Kutte eines Mönchs erinnern soll.

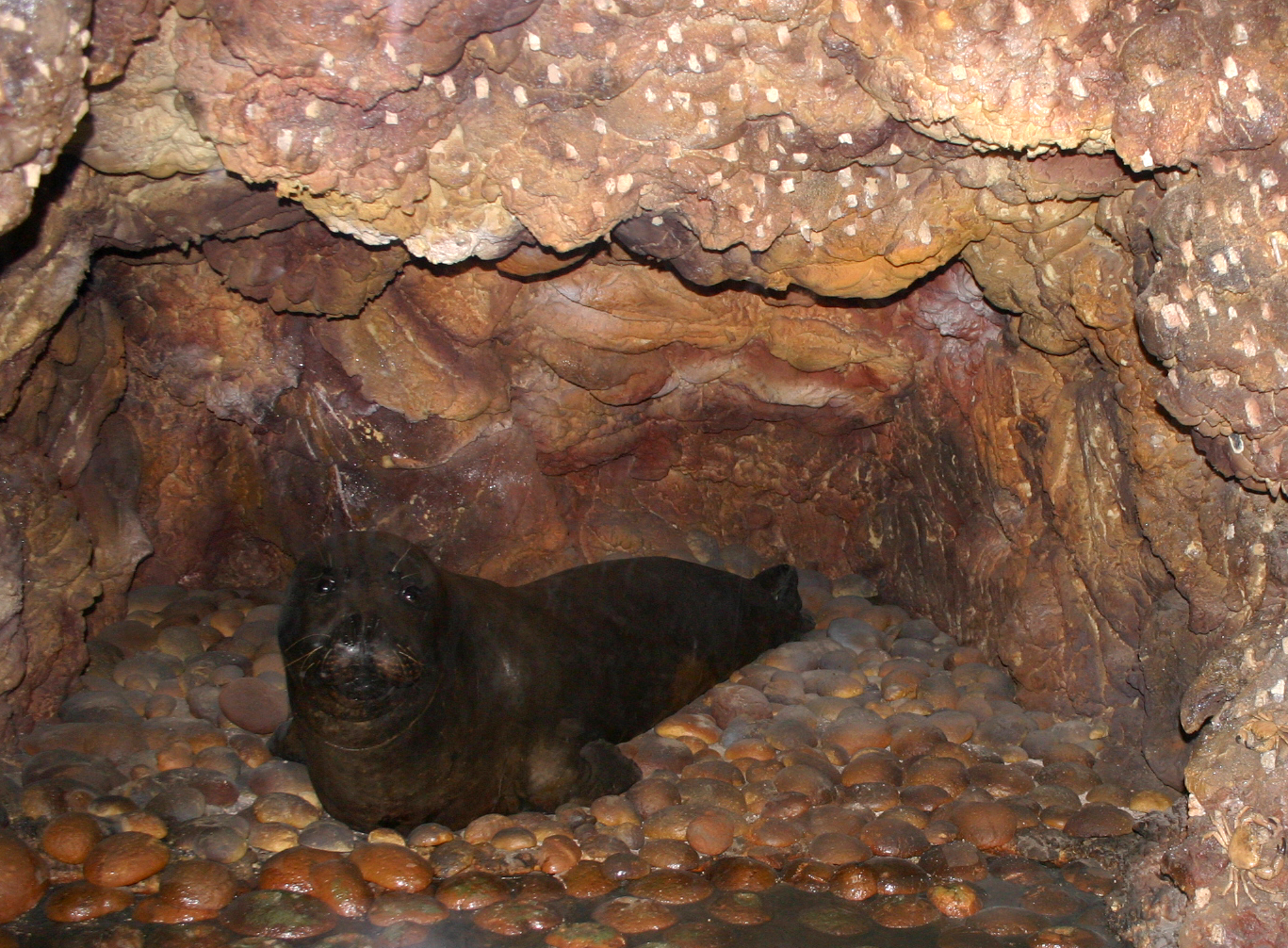
Mittelmeer-Mönchsrobbe

## Mittelmeer-Mönchsrobbe
Die einzige Robbe des Mittelmeers ist durch Verfolgung extrem selten geworden. Die IUCN schätzt die Restpopulation auf 350 bis 450 Individuen, womit die Mittelmeer-Mönchsrobbe neben der Saimaa-Ringelrobbe  zu den seltensten Säugetieren Europas zählt.

## Hawaii-Mönchsrobbe

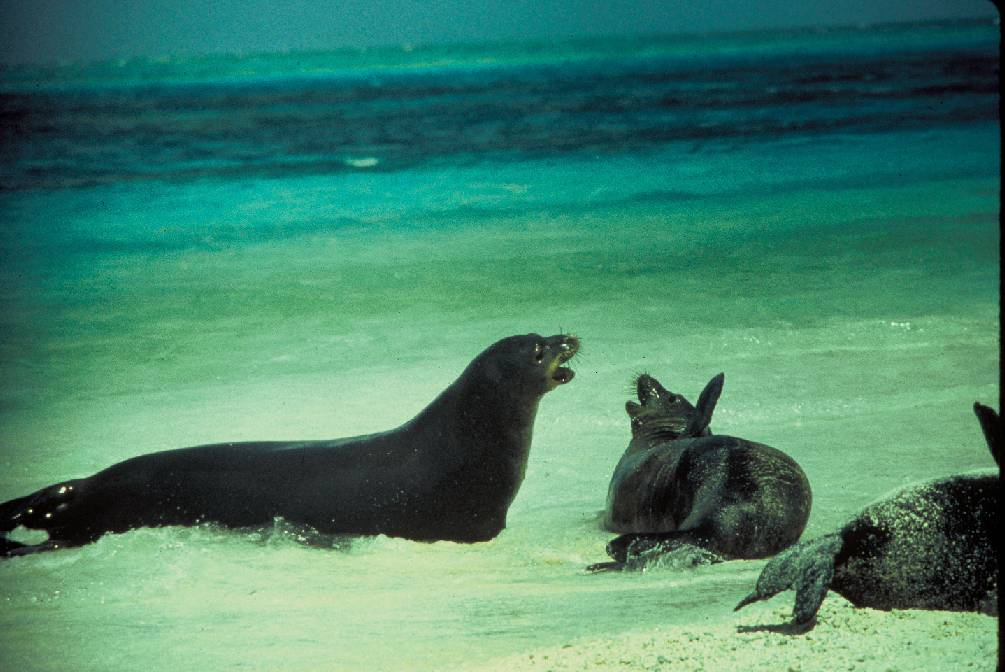
Hawaii-Mönchsrobben

Einst an allen Küsten der Hawaii-Inseln verbreitet, ist diese Art jetzt auf die kleinen, unbewohnten Leeward-Inseln im Nordwesten des Archipels zurückgedrängt. Nur auf fünf der Inseln finden Jungenaufzuchten statt, doch außerhalb der Fortpflanzungszeit wandern die Robben weit umher und erreichen dabei auch die Strände der Hauptinseln der Hawaii-Kette.
Hawaii-Mönchsrobben werden 220 cm lang und 170 kg (Männchen) bzw. 270 kg (Weibchen) schwer. Die Farbe ist oberseits schiefergrau und unterseits hellgrau. Die Tiere leben einzelgängerisch und paaren sich im Wasser. Nachdem die Weibchen ihr Junges auf dem Strand geworfen haben, bleiben sie etwa 40 Tage bei ihm, um es zu säugen. In dieser Zeit verlieren sie bis zu 90 kg Körpergewicht.
Die ständige Nachstellung durch den Menschen hatte die Bestände so weit reduziert, dass man die Hawaii-Mönchsrobbe 1824 für ausgestorben hielt. Unentdeckt blieben die Bestände auf kleinen und abgelegenen Inseln, unter anderem auf den Midwayinseln. In den 1950er Jahren schätzte man den Bestand auf 150 Tiere. Als die Midwayinseln für den Bau eines Luftwaffenstützpunktes weitgehend planiert wurden, verschwand auch die dortige Population. Seitdem sind die kleinen Leeward-Inseln und das Kure-Atoll die einzigen verbliebenen Verbreitungsgebiete. Durch Schutzmaßnahmen, u. a. Ernennung der gesamten Inselkette zum Papahānaumokuākea Marine National Monument im Jahr 2006, gab es inzwischen wieder 1.200 Hawaii-Mönchsrobben, deren größte Bedrohung nun nicht mehr die Menschen, sondern Haiangriffe darzustellen scheinen.

## Karibische Mönchsrobbe

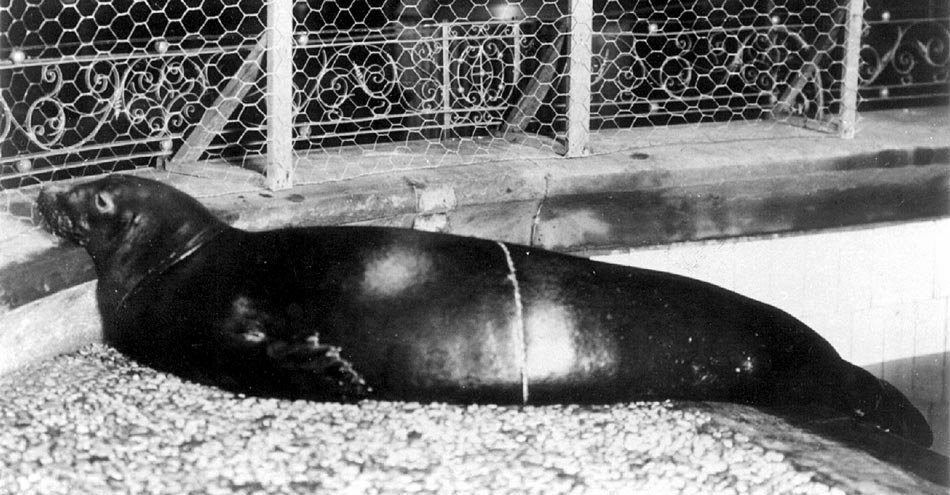
Karibische Mönchsrobbe, New York Aquarium, ca. 1910

Die Karibische Mönchsrobbe ist mit hoher Wahrscheinlichkeit ausgestorben. Schon Kolumbus schilderte nach seiner ersten Reise die Begegnung mit dieser Robbe, die somit das erste von den Spaniern entdeckte Säugetier der Neuen Welt war. Sie war in der gesamten Karibik sowie im Golf von Mexiko verbreitet. Letztmals wurde eine Kolonie Karibischer Mönchsrobben 1952 auf der Seranilla-Sandbank (südlich von Jamaika) gesehen. Seitdem gibt es keine wissenschaftlich bestätigte Sichtung mehr, obwohl Fischer gelegentlich behaupten, diese Robben gesichtet zu haben. Allerdings haben wissenschaftliche Suchexpeditionen zur Wiederentdeckung dieser Robbenart kein positives Ergebnis gebracht. 2008 wurde die Art von der US-amerikanischen Regierung offiziell für ausgestorben erklärt.

## Systematik
Zahlreiche Zoologen haben die Mönchsrobben als besonders „primitive“ Robben beschrieben. Bonner geht sogar so weit, die Gattung und insbesondere die Hawaii-Mönchsrobbe als „lebende Fossilien“ zu bezeichnen. Verschiedene anatomische Details haben zu der Annahme geführt, dass Mönchsrobben eine besonders alte Gruppe sein müssten. So findet sich hier – anders als bei anderen Robben – keine Vergrößerung des Felsenbeins, das das Innenohr umgibt; diese Vergrößerung wird als Anpassung an das Hören unter Wasser gedeutet, das Fehlen dieses Merkmals deutet somit auf eine nicht vollendete Anpassung hin. Zudem sind Waden- und Schienbein nicht am Knie-Ende miteinander verschmolzen – ein Merkmal, das Mönchsrobben mit Landraubtieren gemein haben. Ob all diese Merkmale wirklich auf eine basale Stellung der Mönchsrobben schließen lassen, ist neuerdings aber wieder umstritten.
Nach Wyss (1988) sind die Mittelmeer-Mönchsrobbe und die Karibische Mönchsrobbe mit anderen Hundsrobben näher verwandt als mit der Hawaii-Mönchsrobbe. Demnach würde es sich bei Monachus um ein paraphyletisches Taxon handeln. Die Linien trennten sich offenbar vor 15 Millionen Jahren, als sich Mittelamerika schloss und die Meeresverbindung zwischen Atlantik und Pazifik verloren ging.
Bininda-Emonds und Russell kamen 1996 bei ihren kladistischen Analysen der Hundsrobben allerdings zu einer gegenteiligen Auffassung. Nach ihrer Meinung sind die Mönchsrobben sehr wohl monophyletisch. Die häufig geäußerte Darstellung der Mönchsrobben als basale oder gar besonders „primitive“ Gruppe innerhalb der Hundsrobben konnte in der Studie ebenfalls nicht bestätigt werden.